# Мишоксия
Мишо́ксия (лат. Michauxia) — род двудольных цветковых растений, включённый в семейство Колокольчиковые (Campanulaceae).

## Название
Научное название рода — Michauxia — было дано ему в 1788 году французским ботаником Шарлем Луи Леритье де Брютелем. Оно образовано от фамилии другого французского ботаника, Андре Мишо.

## Ботаническое описание
Мишоксии — довольно крупные травянистые растения с толстым прямостоячим стеблем. Листья лировидной формы, с неровным краем, в прикорневой розеткие, в небольшом количестве также на стебле.
Цветки собраны на концах побегов в метёлчатое соцветие. Чашечка разделена на 8—10 долей, с обычно полусферической трубкой. Венчик также 8—10-раздельный, с очень узкими линейными лепестками. Тычинки свободные, к основанию сильно расширенные, в количестве 8—10. Завязь с 8—10 гнёздами. Рыльце пестика 8—10-раздельное.
Плод — цилиндрическая коробочка, при созревании разделяющаяся на 8 створок.

## Ареал
Виды рода Мишоксия в дикой природе распространены в Передней Азии.

## Таксономия
|  |                                      |  |                                                         |                                                         |                           |  | ещё 10 семейств (согласно Системе APG III) |                    |                    |               |
|  |                                      |  |                                                         |                                                         |                           |  |                                            |                    |                    | около 6 видов |
|  |                                      |  |                                                         | порядок Астроцветные                                    |                           |  |                                            |                    | род Мишоксия       |               |
|  |                                      |  |                                                         | порядок Астроцветные                                    |                           |  |                                            |                    | род Мишоксия       |               |
|  | отдел Цветковые, или Покрытосеменные |  |                                                         |                                                         | семейство Колокольчиковые |  |                                            |                    |                    |               |
|  | отдел Цветковые, или Покрытосеменные |  |                                                         |                                                         |                           |  |                                            |                    |                    |               |
|  |                                      |  | ещё 58 порядков цветковых растений (по Системе APG III) | ещё 58 порядков цветковых растений (по Системе APG III) |                           |  |                                            | ещё более 90 родов | ещё более 90 родов |               |
|  |                                      |  |                                                         | ещё 58 порядков цветковых растений (по Системе APG III) |                           |  |                                            |                    | ещё более 90 родов |               |

### Виды
По информации базы данных The Plant List, род включает 7 видов:
- Michauxia campanuloides L'Hér., 1788 — Мишоксия колокольчатая
- Michauxia koeieana Rech.f., 1955
- Michauxia laevigata Vent., 1802 — Мишоксия гладкая
- Michauxia nuda A.DC., 1839
- Michauxia stenophylla Boiss. & Hausskn., 1875
- Michauxia tchihatcheffii Fisch. & C.A.Mey., 1854
- Michauxia thyrsoidea Boiss. & Heldr., 1839